# Klipplaat
Klipplaat es una ciudad en el municipio del Distrito Municipal de Sarah Baartman en la provincia del Cabo Oriental de Sudáfrica.
La ciudad está a unos 185 km al noroeste de Puerto Elizabeth y a 75 km al sureste de Aberdeen. Toma su nombre de las grandes losas de roca que se encuentran en la superficie del suelo; del idioma afrikáans; klip: 'piedra' o 'roca'; plaat: 'hoja' o 'losa'.